# The Queen (série télévisée)
Pour les articles homonymes, voir The Queen et Queen (homonymie).
The Queen est un docufiction britannique en cinq épisodes diffusé par Channel 4 en 2009. Réalisé par Edmund Coulthard et Patrick Reams, il est centré sur la vie de la reine Élisabeth II (incarnée par plusieurs actrices selon les époques), dont l'histoire est narrée par Steven Mackintosh.

## Liste des épisodes
1. Margaret
2. Us and Them
3. The Rivals
4. The Enemy Within
5. How Do You Solve a Problem Like Camilla?

## Distribution
- Steven Mackintosh : le narrateur

### Épisode 1
- Emilia Fox : Élisabeth II
- Katie McGrath : Princesse Margaret
- Tristan Sturrock : Peter Townsend
- Simon Williams : Alan "Tommy" Lascelles
- Robert Bathurst : Anthony Eden

### Épisode 2
- Samantha Bond : Élisabeth II
- Philip Jackson : Harold Wilson
- Richard Derrington : Willie Hamilton (en)
- Abby Ford : Princesse Anne
- Graham O'Mara : Ian Ball
- Jonathan Hyde : Martin Charteris
- Nicholas Le Prevost : Prince Philip
- Lloyd McGuire : Edward Heath
- Ryan Quish : Mark Phillips

### Épisode 3
- Susan Jameson : Élisabeth II
- Lesley Manville : Margaret Thatcher
- Peter Davison : Denis Thatcher
- Roger Alborough : William Heseltine
- Clive Francis : Prince Philip
- Simon Shackleton : Nigel Wicks
- Michael Maloney : Michael Shea
- Paul Clayton : Bernard Ingham (en)

### Épisode 4
- Barbara Flynn (en) : Élisabeth II
- Paul Rhys : Prince Charles
- Dominic Jephcott : Robert Fellowes
- Ian Shaw : Richard Aylard (en)
- Emily Hamilton : Diana Spencer
- Lucy Chalkley : Sarah Ferguson
- Doreen Mantle : Elizabeth, la reine-mère
- Kenneth Colley : Prince Philip
- Christian Wolf-La'Moy : William Bartholomew

### Épisode 5
- Diana Quick (en) : Élisabeth II
- Martin Turner : Prince Charles
- Joanna Van Gyseghem : Camilla Parker Bowles
- Anthony Smee : Robin Janvrin
- Rick Bacon : Mark Bolland (en)
- Hugh Simon : Stephen Lamport (en)
- June Bailey : Elizabeth, la reine-mère
- Robert Ashby : le roi Constantin II de Grèce
- Davyd Harries : le pasteur